# Championnat du monde masculin de volley-ball 1982
Navigation
Italie 1978 France 1986
Le championnat du monde de volley-ball masculin 1982 s'est déroulé à Buenos Aires ( Argentine) du 2 octobre au 15 octobre 1982.

## Compétition

### Tour préliminaire

#### Composition des groupes
| Poule A                                             | Poule B                                         | Poule C                                                   | Poule D                                             | Poule E                                                | Poule F                                                |
| --------------------------------------------------- | ----------------------------------------------- | --------------------------------------------------------- | --------------------------------------------------- | ------------------------------------------------------ | ------------------------------------------------------ |
| Site : Buenos Aires Japon Argentine Mexique Tunisie | Site : Catamarca URSS Bulgarie États-Unis Chili | Site : Rosario Canada Allemagne de l'Est Italie Australie | Site : Buenos Aires Pologne Cuba Roumanie Venezuela | Site : Buenos Aires Chine Corée du Sud France Finlande | Site : Mendoza Corée du Sud Tchécoslovaquie Irak Libye |

#### Poule A
| # | Équipe    | Pts | J | G | P | Sp | Sc | Ratio | Pp | Pc | Ratio |
| - | --------- | --- | - | - | - | -- | -- | ----- | -- | -- | ----- |
| 1 | Japon     | 6   | 3 | 3 | 0 | 9  | 1  | 9     | 0  | 0  |       |
| 2 | Argentine | 5   | 3 | 2 | 1 | 7  | 4  | 1.75  | 0  | 0  |       |
| 3 | Mexique   | 4   | 3 | 1 | 2 | 4  | 8  | 0.5   | 0  | 0  |       |
| 4 | Tunisie   | 3   | 3 | 0 | 3 | 2  | 9  | 0.222 | 0  | 0  |       |

| Date  | Match               | Résultat | Sets  | Sets  | Sets  | Sets  | Sets | Total Points |
| Date  | Match               | Résultat | 1     | 2     | 3     | 4     | 5    | Total Points |
| ----- | ------------------- | -------- | ----- | ----- | ----- | ----- | ---- | ------------ |
| 02.10 | Japon - Mexique     | 3 - 0    | 15-11 | 15-8  | 15-9  | -     | -    | 45-28        |
| 02.10 | Argentine - Tunisie | 3 - 0    | 15-2  | 15-4  | 15-0  | -     | -    | 45-6         |
| 03.10 | Japon - Tunisie     | 3 - 0    | 15-8  | 15-5  | 15-4  | -     | -    | 45-17        |
| 03.10 | Argentine - Mexique | 3 - 1    | 16-14 | 13-15 | 15-3  | 19-17 | -    | 63-49        |
| 04.10 | Mexique - Tunisie   | 3 - 2    | 13-15 | 11-15 | 15-9  | 15-9  | 15-7 | 69-55        |
| 04.10 | Japon - Argentine   | 3 - 1    | 10-15 | 17-15 | 15-11 | 15-11 | -    | 57-52        |

#### Poule B
| # | Équipe     | Pts | J | G | P | Sp | Sc | Ratio | Pp | Pc | Ratio |
| - | ---------- | --- | - | - | - | -- | -- | ----- | -- | -- | ----- |
| 1 | URSS       | 6   | 3 | 3 | 0 | 9  | 0  | MAX   | 0  | 0  |       |
| 2 | Bulgarie   | 5   | 3 | 2 | 1 | 6  | 5  | 1.2   | 0  | 0  |       |
| 3 | États-Unis | 4   | 3 | 1 | 2 | 5  | 6  | 0.833 | 0  | 0  |       |
| 4 | Chili      | 3   | 3 | 0 | 3 | 0  | 9  | 0     | 0  | 0  |       |

| Date  | Match                 | Résultat | Sets  | Sets  | Sets  | Sets  | Sets  | Total Points |
| Date  | Match                 | Résultat | 1     | 2     | 3     | 4     | 5     | Total Points |
| ----- | --------------------- | -------- | ----- | ----- | ----- | ----- | ----- | ------------ |
| 02.10 | URSS - Chili          | 3 - 0    | 15-0  | 15-4  | 15-8  | -     | -     | 45-12        |
| 02.10 | Bulgarie - États-Unis | 3 - 2    | 13-15 | 15-6  | 12-15 | 15-11 | 16-14 | 71-61        |
| 03.10 | Bulgarie - Chili      | 3 - 0    | 15-5  | 15-5  | 15-3  | -     | -     | 45-13        |
| 03.10 | URSS - États-Unis     | 3 - 0    | 15-11 | 15-12 | 16-14 | -     | -     | 46-37        |
| 04.10 | URSS - Bulgarie       | 3 - 0    | 15-7  | 15-5  | 15-13 | -     | -     | 45-25        |
| 04.10 | États-Unis - Chili    | 3 - 0    | 15-1  | 15-1  | 15-5  | -     | -     | 45-7         |

#### Poule C
| # | Équipe             | Pts | J | G | P | Sp | Sc | Ratio | Pp | Pc | Ratio |
| - | ------------------ | --- | - | - | - | -- | -- | ----- | -- | -- | ----- |
| 1 | Canada             | 5   | 3 | 2 | 1 | 8  | 3  | 2.667 | 0  | 0  |       |
| 2 | Allemagne de l'Est | 5   | 3 | 2 | 1 | 6  | 3  | 2     | 0  | 0  |       |
| 3 | Italie             | 5   | 3 | 2 | 1 | 6  | 5  | 1.2   | 0  | 0  |       |
| 4 | Australie          | 3   | 3 | 0 | 3 | 0  | 9  | 0     | 0  | 0  |       |

| Date  | Match                          | Résultat | Sets  | Sets  | Sets  | Sets  | Sets | Total Points |
| Date  | Match                          | Résultat | 1     | 2     | 3     | 4     | 5    | Total Points |
| ----- | ------------------------------ | -------- | ----- | ----- | ----- | ----- | ---- | ------------ |
| 01.10 | Italie - Australie             | 3 - 0    | 15-1  | 15-1  | 15-8  | -     | -    | 45-10        |
| 01.10 | Canada - Allemagne de l'Est    | 3 - 0    | 15-12 | 15-6  | 15-10 | -     | -    | 45-28        |
| 02.10 | Allemagne de l'Est - Australie | 3 - 0    | 15-5  | 15-6  | 15-5  | -     | -    | 45-16        |
| 02.10 | Italie - Canada                | 3 - 2    | 15-5  | 9-15  | 15-5  | 13-15 | 15-8 | 67-48        |
| 03.10 | Canada - Australie             | 3 - 0    | 15-1  | 15-10 | 15-9  | -     | -    | 45-20        |
| 03.10 | Allemagne de l'Est - Italie    | 3 - 0    | 16-14 | 15-6  | 15-8  | -     | -    | 46-28        |

#### Poule D
| # | Équipe    | Pts | J | G | P | Sp | Sc | Ratio | Pp | Pc | Ratio |
| - | --------- | --- | - | - | - | -- | -- | ----- | -- | -- | ----- |
| 1 | Pologne   | 6   | 3 | 3 | 0 | 9  | 1  | 9     | 0  | 0  |       |
| 2 | Cuba      | 5   | 3 | 2 | 1 | 7  | 3  | 2.333 | 0  | 0  |       |
| 3 | Roumanie  | 4   | 3 | 1 | 2 | 3  | 7  | 0.429 | 0  | 0  |       |
| 4 | Venezuela | 3   | 3 | 0 | 3 | 1  | 9  | 0.111 | 0  | 0  |       |

| Date  | Match                | Résultat | Sets  | Sets  | Sets  | Sets  | Sets | Total Points |
| Date  | Match                | Résultat | 1     | 2     | 3     | 4     | 5    | Total Points |
| ----- | -------------------- | -------- | ----- | ----- | ----- | ----- | ---- | ------------ |
| 02.10 | Cuba - Venezuela     | 3 - 0    | 15-5  | 15-3  | 15-4  | -     | -    | 45-12        |
| 02.10 | Pologne - Roumanie   | 3 - 0    | 15-6  | 15-10 | 15-6  | -     | -    | 45-22        |
| 03.10 | Pologne - Venezuela  | 3 - 0    | 15-2  | 15-5  | 15-1  | -     | -    | 45- 8        |
| 03.10 | Cuba - Roumanie      | 3 - 0    | 15-6  | 15-11 | 15-7  | -     | -    | 45-24        |
| 04.10 | Roumanie - Venezuela | 3 - 1    | 15-13 | 15-9  | 15-17 | 15-9  | -    | 60-48        |
| 04.10 | Pologne - Cuba       | 3 - 1    | 9-15  | 15-10 | 15-5  | 15-10 | -    | 54-40        |

#### Poule E
| # | Équipe       | Pts | J | G | P | Sp | Sc | Ratio | Pp | Pc | Ratio |
| - | ------------ | --- | - | - | - | -- | -- | ----- | -- | -- | ----- |
| 1 | Chine        | 6   | 3 | 3 | 0 | 9  | 0  | MAX   | 0  | 0  |       |
| 2 | Corée du Sud | 5   | 3 | 2 | 1 | 6  | 4  | 1.5   | 0  | 0  |       |
| 3 | France       | 4   | 3 | 1 | 2 | 3  | 8  | 0.375 | 0  | 0  |       |
| 4 | Finlande     | 3   | 3 | 0 | 3 | 3  | 9  | 0.333 | 0  | 0  |       |

| Date  | Match                   | Résultat | Sets  | Sets  | Sets  | Sets  | Sets  | Total Points |
| Date  | Match                   | Résultat | 1     | 2     | 3     | 4     | 5     | Total Points |
| ----- | ----------------------- | -------- | ----- | ----- | ----- | ----- | ----- | ------------ |
| 01.10 | Chine - France          | 3 - 0    | 15-10 | 15-5  | 17-15 | -     | -     | 47-30        |
| 01.10 | Corée du Sud - Finlande | 3 - 1    | 16-14 | 15-12 | 14-16 | 15-11 | -     | 60-53        |
| 02.10 | Corée du Sud - France   | 3 - 0    | 16-14 | 15-12 | 15-11 | -     | -     | 46-37        |
| 02.10 | Chine - Finlande        | 3 - 0    | 15-12 | 15-5  | 15-9  | -     | -     | 45-26        |
| 03.10 | France - Finlande       | 3 - 2    | 3-15  | 15-11 | 15-9  | 11-15 | 16-14 | 60-64        |
| 03.10 | Chine - Corée du Sud    | 3 - 0    | 15-12 | 15-6  | 15-4  | -     | -     | 45-22        |

#### Poule F
| # | Équipe          | Pts | J | G | P | Sp | Sc | Ratio | Pp | Pc | Ratio |
| - | --------------- | --- | - | - | - | -- | -- | ----- | -- | -- | ----- |
| 1 | Tchécoslovaquie | 6   | 3 | 3 | 0 | 9  | 1  | 9     | 0  | 0  |       |
| 2 | Brésil          | 5   | 3 | 2 | 1 | 7  | 3  | 2.333 | 0  | 0  |       |
| 3 | Irak            | 4   | 3 | 1 | 2 | 3  | 8  | 0.375 | 0  | 0  |       |
| 4 | Libye           | 3   | 3 | 0 | 3 | 2  | 9  | 0.222 | 0  | 0  |       |

| Date  | Match                    | Résultat | Sets  | Sets  | Sets  | Sets  | Sets  | Total Points |
| Date  | Match                    | Résultat | 1     | 2     | 3     | 4     | 5     | Total Points |
| ----- | ------------------------ | -------- | ----- | ----- | ----- | ----- | ----- | ------------ |
| 02.10 | Tchécoslovaquie - Irak   | 3 - 0    | 15-6  | 15-7  | 15-3  | -     | -     | 45-16        |
| 02.10 | Brésil - Libye           | 3 - 0    | 15-3  | 15-5  | 15-6  | -     | -     | 45-14        |
| 03.10 | Tchécoslovaquie - Libye  | 3 - 0    | 15-6  | 15-3  | 15-7  | -     | -     | 45-16        |
| 03.10 | Brésil - Irak            | 3 - 0    | 15-1  | 15-0  | 15-0  | -     | -     | 45-1         |
| 04.10 | Irak - Libye             | 3 - 2    | 9-15  | 15-12 | 10-15 | 15-11 | 15-13 | 64-66        |
| 04.10 | Tchécoslovaquie - Brésil | 3 - 1    | 15-12 | 16-14 | 11-15 | 15-8  | -     | 57-49        |

### Second tour

#### Composition des groupes
| Poule G                                                                                   | Poule H                                                                     | Poule I                                                                       | Poule J                                               |
| ----------------------------------------------------------------------------------------- | --------------------------------------------------------------------------- | ----------------------------------------------------------------------------- | ----------------------------------------------------- |
| Site : Rosario, Buenos Aires Japon Argentine Chine Corée du Sud Canada Allemagne de l'Est | Site : Mendoza, Catamarca URSS Brésil Bulgarie Tchécoslovaquie Pologne Cuba | Site : Buenos Aires, Rosario France Italie Mexique Finlande Australie Tunisie | Site : États-Unis Roumanie Venezuela Irak Chili Libye |

#### Poules 1 à 12

##### Poule G
| # | Équipe             | Pts | J | G | P | Sp | Sc | Ratio | Pp | Pc | Ratio |
| - | ------------------ | --- | - | - | - | -- | -- | ----- | -- | -- | ----- |
| 1 | Japon              | 9   | 5 | 4 | 1 | 13 | 6  | 2.167 | 0  | 0  |       |
| 2 | Argentine          | 9   | 5 | 4 | 1 | 13 | 9  | 1.444 | 0  | 0  |       |
| 3 | Chine              | 8   | 5 | 3 | 2 | 11 | 6  | 1.833 | 0  | 0  |       |
| 4 | Corée du Sud       | 7   | 5 | 2 | 3 | 8  | 9  | 0.889 | 0  | 0  |       |
| 5 | Canada             | 7   | 5 | 2 | 3 | 8  | 10 | 0.8   | 0  | 0  |       |
| 6 | Allemagne de l'Est | 5   | 5 | 0 | 5 | 2  | 15 | 0.133 | 0  | 0  |       |

| Date  | Match                             | Résultat | Sets  | Sets  | Sets  | Sets  | Sets  | Total Points |
| Date  | Match                             | Résultat | 1     | 2     | 3     | 4     | 5     | Total Points |
| ----- | --------------------------------- | -------- | ----- | ----- | ----- | ----- | ----- | ------------ |
| 07.10 | Canada - Japon                    | 3 - 1    | 14-16 | 15-7  | 15-11 | 18-16 | -     | 62-50        |
| 07.10 | Chine - Allemagne de l'Est        | 3 - 0    | 15-9  | 15-12 | 15-8  | -     | -     | 45-29        |
| 07.10 | Argentine - Corée du Sud          | 3 - 2    | 10-15 | 15-12 | 15-7  | 12-15 | 15-8  | 67-57        |
| 08.10 | Corée du Sud - Allemagne de l'Est | 3 - 0    | 15-11 | 15-12 | 15-9  | -     | -     | 45-32        |
| 08.10 | Argentine - Canada                | 3 - 2    | 16-14 | 15-5  | 12-15 | 5-15  | 15-9  | 63-58        |
| 08.10 | Japon - Chine                     | 3 - 2    | 4-15  | 15-6  | 15-6  | 4-15  | 15-11 | 53-53        |
| 10.10 | Chine - Canada                    | 3 - 0    | 15-1  | 17-15 | 15-3  | -     | -     | 47-19        |
| 10.10 | Japon - Corée du Sud              | 3 - 0    | 15-6  | 15-11 | 15-5  | -     | -     | 45-22        |
| 10.10 | Argentine - Allemagne de l'Est    | 3 - 2    | 7-15  | 15-7  | 8-15  | 16-14 | 15-8  | 61-59        |
| 11.10 | Corée du Sud - Canada             | 3 - 0    | 17-15 | 15-8  | 15-13 | -     | -     | 47-36        |
| 11.10 | Japon - Allemagne de l'Est        | 3 - 0    | 17-15 | 15-11 | 15-3  | -     | -     | 47-29        |
| 11.10 | Argentine - Chine                 | 3 - 0    | 15-10 | 15-11 | 15-10 | -     | -     | 45-31        |

##### Poule H
| # | Équipe          | Pts | J | G | P | Sp | Sc | Ratio | Pp | Pc | Ratio |
| - | --------------- | --- | - | - | - | -- | -- | ----- | -- | -- | ----- |
| 1 | URSS            | 10  | 5 | 5 | 0 | 15 | 2  | 7.5   | 0  | 0  |       |
| 2 | Brésil          | 8   | 5 | 3 | 2 | 10 | 7  | 1.429 | 0  | 0  |       |
| 3 | Bulgarie        | 7   | 5 | 2 | 3 | 9  | 11 | 0.818 | 0  | 0  |       |
| 4 | Pologne         | 7   | 5 | 2 | 3 | 7  | 10 | 0.7   | 0  | 0  |       |
| 5 | Cuba            | 7   | 5 | 2 | 3 | 7  | 13 | 0.538 | 0  | 0  |       |
| 6 | Tchécoslovaquie | 6   | 5 | 1 | 4 | 8  | 13 | 0.615 | 0  | 0  |       |

| Date  | Match                      | Résultat | Sets  | Sets  | Sets  | Sets  | Sets  | Total Points |
| Date  | Match                      | Résultat | 1     | 2     | 3     | 4     | 5     | Total Points |
| ----- | -------------------------- | -------- | ----- | ----- | ----- | ----- | ----- | ------------ |
| 07.10 | Bulgarie - Tchécoslovaquie | 3 - 2    | 13-15 | 12-15 | 15-6  | 15-12 | 15-9  | 70-57        |
| 07.10 | Brésil - Pologne           | 3 - 0    | 15-11 | 15-3  | 15-10 | -     | -     | 45-24        |
| 07.10 | URSS - Cuba                | 3 - 0    | 15-12 | 15-3  | 15-6  | -     | -     | 45-21        |
| 08.10 | Bulgarie - Pologne         | 3 - 0    | 15-10 | 15-13 | 15-4  | -     | -     | 45-27        |
| 08.10 | Brésil - Cuba              | 3 - 0    | 15-9  | 15-12 | 15-13 | -     | -     | 45-34        |
| 08.10 | URSS - Tchécoslovaquie     | 3 - 1    | 10-15 | 15-12 | 15-6  | 15-4  | -     | 55-37        |
| 10.10 | Cuba - Tchécoslovaquie     | 3 - 2    | 14-16 | 17-15 | 7-15  | 15-9  | 15-12 | 68-67        |
| 10.10 | Brésil - Bulgarie          | 3 - 1    | 13-15 | 15-6  | 15-7  | 15-10 | -     | 58-38        |
| 10.10 | URSS - Pologne             | 3 - 1    | 15-9  | 11-15 | 15-9  | 15-2  | -     | 56-35        |
| 11.10 | Cuba - Bulgarie            | 3 - 2    | 12-15 | 15-9  | 11-15 | 15-12 | 15-9  | 68-60        |
| 11.10 | URSS - Brésil              | 3 - 0    | 15-7  | 15-7  | 15-6  | -     | -     | 45-20        |
| 11.10 | Pologne - Tchécoslovaquie  | 3 - 0    | 15-8  | 15-5  | 18-16 | -     | -     | 48-29        |

#### Poules 13 à 24

##### Poule I
| # | Équipe    | Pts | J | G | P | Sp | Sc | Ratio | Pp | Pc | Ratio |
| - | --------- | --- | - | - | - | -- | -- | ----- | -- | -- | ----- |
| 1 | Italie    | 10  | 5 | 5 | 0 | 15 | 1  | 15    | 0  | 0  |       |
| 2 | France    | 9   | 5 | 4 | 1 | 13 | 7  | 1.857 | 0  | 0  |       |
| 3 | Mexique   | 8   | 5 | 3 | 2 | 11 | 10 | 1.1   | 0  | 0  |       |
| 4 | Finlande  | 7   | 5 | 2 | 3 | 10 | 9  | 1.111 | 0  | 0  |       |
| 5 | Tunisie   | 6   | 5 | 1 | 4 | 5  | 12 | 0.417 | 0  | 0  |       |
| 6 | Australie | 5   | 5 | 0 | 5 | 0  | 15 | 0     | 0  | 0  |       |

| Date  | Match                | Résultat | Sets  | Sets  | Sets  | Sets  | Sets  | Total Points |
| Date  | Match                | Résultat | 1     | 2     | 3     | 4     | 5     | Total Points |
| ----- | -------------------- | -------- | ----- | ----- | ----- | ----- | ----- | ------------ |
| 07.10 | Italie - Finlande    | 3 - 0    | 15-13 | 15-10 | 15-11 | -     | -     | 45-34        |
| 07.10 | Mexique - Australie  | 3 - 0    | 15-6  | 15-9  | 15-4  | -     | -     | 45-19        |
| 07.10 | France - Tunisie     | 3 - 0    | 15-4  | 15-1  | 15-2  | -     | -     | 45-7         |
| 08.10 | France - Mexique     | 3 - 2    | 11-15 | 15-13 | 10-15 | 15-12 | 15-11 | 66-66        |
| 08.10 | Finlande - Australie | 3 - 0    | 15-7  | 15-9  | 15-6  | -     | -     | 45-22        |
| 08.10 | Italie - Tunisie     | 3 - 0    | 15-3  | 15-2  | 15-5  | -     | -     | 45-10        |
| 10.10 | Italie - France      | 3 - 1    | 10-15 | 15-13 | 15-6  | 15-6  | -     | 55-40        |
| 10.10 | Mexique - Finlande   | 3 - 2    | 16-14 | 8-15  | 17-15 | 11-15 | 17-15 | 69-74        |
| 10.10 | Tunisie - Australie  | 3 - 0    | 15-13 | 15-13 | 15-10 | -     | -     | 45-36        |
| 11.10 | Finlande - Tunisie   | 3 - 0    | 15-7  | 15-9  | 15-13 | -     | -     | 45-29        |
| 11.10 | Italie - Mexique     | 3 - 0    | 15-2  | 15-10 | 15-8  | -     | -     | 45-20        |
| 11.10 | France - Australie   | 3 - 0    | 15-10 | 15-8  | 15-6  | -     | -     | 45-24        |

##### Poule J
| # | Équipe     | Pts | J | G | P | Sp | Sc | Ratio | Pp | Pc | Ratio |
| - | ---------- | --- | - | - | - | -- | -- | ----- | -- | -- | ----- |
| 1 | États-Unis | 10  | 5 | 5 | 0 | 15 | 1  | 15    | 0  | 0  |       |
| 2 | Roumanie   | 9   | 5 | 4 | 1 | 13 | 4  | 3.25  | 0  | 0  |       |
| 3 | Venezuela  | 8   | 5 | 3 | 2 | 10 | 9  | 1.111 | 0  | 0  |       |
| 4 | Irak       | 7   | 5 | 2 | 3 | 7  | 11 | 0.636 | 0  | 0  |       |
| 5 | Chili      | 6   | 5 | 1 | 4 | 5  | 12 | 0.417 | 0  | 0  |       |
| 6 | Libye      | 5   | 5 | 0 | 5 | 2  | 15 | 0.133 | 0  | 0  |       |

| Date  | Match                  | Résultat | Sets  | Sets  | Sets  | Sets  | Sets  | Total Points |
| Date  | Match                  | Résultat | 1     | 2     | 3     | 4     | 5     | Total Points |
| ----- | ---------------------- | -------- | ----- | ----- | ----- | ----- | ----- | ------------ |
| 07.10 | Venezuela - Irak       | 3 - 1    | 15-4  | 15-5  | 11-15 | 15-3  | -     | 56-27        |
| 07.10 | Roumanie - Chili       | 3 - 0    | 15-5  | 15-4  | 15-3  | -     | -     | 45-12        |
| 07.10 | États-Unis - Libye     | 3 - 0    | 15-7  | 15-1  | 15-3  | -     | -     | 45-11        |
| 08.10 | Roumanie - Irak        | 3 - 0    | 15-8  | 15-3  | 15-2  | -     | -     | 45-13        |
| 08.10 | États-Unis - Venezuela | 3 - 0    | 15-2  | 15-4  | 15-8  | -     | -     | 45-14        |
| 08.10 | Chili - Libye          | 3 - 0    | 15-10 | 15-12 | 15-8  | -     | -     | 45-30        |
| 10.10 | États-Unis - Irak      | 3 - 0    | 15-6  | 15-9  | 15-9  | -     | -     | 45-24        |
| 10.10 | Venezuela - Chili      | 3 - 2    | 15-8  | 16-18 | 15-8  | 13-15 | 15-10 | 74-59        |
| 10.10 | Roumanie - Libye       | 3 - 0    | 15-5  | 15-4  | 15-1  | -     | -     | 45-10        |
| 11.10 | Venezuela - Libye      | 3 - 0    | 15-10 | 15-8  | 15-9  | -     | -     | 45-27        |
| 11.10 | Irak - Chili           | 3 - 0    | 15-12 | 15-6  | 15-8  | -     | -     | 45-26        |
| 11.10 | États-Unis - Roumanie  | 3 - 1    | 15-11 | 13-15 | 15-11 | 15-10 | -     | 58-47        |

## Phase finale

### Classement 21-24 (Venise)
|  | Tour de classement              | Tour de classement              |           |   | 21e place                       | 21e place                       |
|  | Tour de classement              | Tour de classement              |           |   | 21e place                       | 21e place                       |
|  |                                 |                                 |           |   |                                 |                                 |
|  | 14.10.82, 13-15 15-10 15-3 15-2 | 14.10.82, 13-15 15-10 15-3 15-2 |           |   | 15.10.82, 15-12 12-15 4-15 4-15 | 15.10.82, 15-12 12-15 4-15 4-15 |
|  | 14.10.82, 13-15 15-10 15-3 15-2 | 14.10.82, 13-15 15-10 15-3 15-2 |           |   | 15.10.82, 15-12 12-15 4-15 4-15 | 15.10.82, 15-12 12-15 4-15 4-15 |
|  | Australie                       | 3                               |           |   | 15.10.82, 15-12 12-15 4-15 4-15 | 15.10.82, 15-12 12-15 4-15 4-15 |
|  | Australie                       | 3                               |           |   | 15.10.82, 15-12 12-15 4-15 4-15 | 15.10.82, 15-12 12-15 4-15 4-15 |
|  | Chili                           | 1                               |           |   | 15.10.82, 15-12 12-15 4-15 4-15 | 15.10.82, 15-12 12-15 4-15 4-15 |
|  | Chili                           | 1                               | Australie | 1 |                                 |                                 |
|  | 14.10.82, 15-11 14-16 15-8 15-8 |                                 | Australie | 1 |                                 |                                 |
|  |                                 | Tunisie                         | 3         |   |                                 |                                 |
|  | Tunisie                         | Tunisie                         | 3         | 3 |                                 |                                 |
|  | Tunisie                         |                                 |           | 3 |                                 |                                 |
|  | Libye                           | 1                               |           |   |                                 |                                 |
|  | Libye                           | 1                               | 23e place |   |                                 |                                 |
|  |                                 |                                 |           |   |                                 |                                 |
|  | 15.10.82, 7-15 15-8 15-9 15-1   |                                 |           |   |                                 |                                 |
|  |                                 |                                 |           |   |                                 |                                 |
|  | Chili                           | 3                               |           |   |                                 |                                 |
|  | Chili                           | 3                               |           |   |                                 |                                 |
|  | Libye                           | 1                               |           |   |                                 |                                 |
|  | Libye                           | 1                               |           |   |                                 |                                 |

### Classement 17-20 (Venise)
|  | Tour de classement                    | Tour de classement               |           |   | 17e place                  | 17e place                  |
|  | Tour de classement                    | Tour de classement               |           |   | 17e place                  | 17e place                  |
|  |                                       |                                  |           |   |                            |                            |
|  | 14.10.82, 16-14 15-11 8-15 15-10      | 14.10.82, 16-14 15-11 8-15 15-10 |           |   | 15.10.82, 15-8 15-12 16-14 | 15.10.82, 15-8 15-12 16-14 |
|  | 14.10.82, 16-14 15-11 8-15 15-10      | 14.10.82, 16-14 15-11 8-15 15-10 |           |   | 15.10.82, 15-8 15-12 16-14 | 15.10.82, 15-8 15-12 16-14 |
|  | Finlande                              | 3                                |           |   | 15.10.82, 15-8 15-12 16-14 | 15.10.82, 15-8 15-12 16-14 |
|  | Finlande                              | 3                                |           |   | 15.10.82, 15-8 15-12 16-14 | 15.10.82, 15-8 15-12 16-14 |
|  | Venezuela                             | 1                                |           |   | 15.10.82, 15-8 15-12 16-14 | 15.10.82, 15-8 15-12 16-14 |
|  | Venezuela                             | 1                                | Finlande  | 3 |                            |                            |
|  | 14.10.82, 15-2 15-10 15-3             |                                  | Finlande  | 3 |                            |                            |
|  |                                       | Mexique                          | 1         |   |                            |                            |
|  | Mexique                               | Mexique                          | 1         | 3 |                            |                            |
|  | Mexique                               |                                  |           | 3 |                            |                            |
|  | Irak                                  | 0                                |           |   |                            |                            |
|  | Irak                                  | 0                                | 19e place |   |                            |                            |
|  |                                       |                                  |           |   |                            |                            |
|  | 15.10.82, 15-10 11-15 11-15 15-3 15-8 |                                  |           |   |                            |                            |
|  |                                       |                                  |           |   |                            |                            |
|  | Venezuela                             | 3                                |           |   |                            |                            |
|  | Venezuela                             | 3                                |           |   |                            |                            |
|  | Irak                                  | 2                                |           |   |                            |                            |
|  | Irak                                  | 2                                |           |   |                            |                            |

### Classement 13-16 (Venise)
|  | Tour de classement                      | Tour de classement        |            |   | 13e place                 | 13e place                 |
|  | Tour de classement                      | Tour de classement        |            |   | 13e place                 | 13e place                 |
|  |                                         |                           |            |   |                           |                           |
|  | 14.10.82, 15-6 15-4 15-11               | 14.10.82, 15-6 15-4 15-11 |            |   | 15.10.82, 15-10 15-5 15-6 | 15.10.82, 15-10 15-5 15-6 |
|  | 14.10.82, 15-6 15-4 15-11               | 14.10.82, 15-6 15-4 15-11 |            |   | 15.10.82, 15-10 15-5 15-6 | 15.10.82, 15-10 15-5 15-6 |
|  | États-Unis                              | 3                         |            |   | 15.10.82, 15-10 15-5 15-6 | 15.10.82, 15-10 15-5 15-6 |
|  | États-Unis                              | 3                         |            |   | 15.10.82, 15-10 15-5 15-6 | 15.10.82, 15-10 15-5 15-6 |
|  | France                                  | 0                         |            |   | 15.10.82, 15-10 15-5 15-6 | 15.10.82, 15-10 15-5 15-6 |
|  | France                                  | 0                         | États-Unis | 3 |                           |                           |
|  | 14.10.82, 15-13 15-9 4-15 10-15 18-16   |                           | États-Unis | 3 |                           |                           |
|  |                                         | Italie                    | 0          |   |                           |                           |
|  | Italie                                  | Italie                    | 0          | 3 |                           |                           |
|  | Italie                                  |                           |            | 3 |                           |                           |
|  | Roumanie                                | 2                         |            |   |                           |                           |
|  | Roumanie                                | 2                         | 15e place  |   |                           |                           |
|  |                                         |                           |            |   |                           |                           |
|  | 15.10.82, 15-10 13-15 13-15 16-14 15-11 |                           |            |   |                           |                           |
|  |                                         |                           |            |   |                           |                           |
|  | Roumanie                                | 3                         |            |   |                           |                           |
|  | Roumanie                                | 3                         |            |   |                           |                           |
|  | France                                  | 2                         |            |   |                           |                           |
|  | France                                  | 2                         |            |   |                           |                           |

### Classement 9-12 (Rome)
|  | Tour de classement                   | Tour de classement         |                 |   | 9e place                   | 9e place                   |
|  | Tour de classement                   | Tour de classement         |                 |   | 9e place                   | 9e place                   |
|  |                                      |                            |                 |   |                            |                            |
|  | 14.10.82, 16-14 16-14 15-6           | 14.10.82, 16-14 16-14 15-6 |                 |   | 15.10.82, 15-11 15-2 15-13 | 15.10.82, 15-11 15-2 15-13 |
|  | 14.10.82, 16-14 16-14 15-6           | 14.10.82, 16-14 16-14 15-6 |                 |   | 15.10.82, 15-11 15-2 15-13 | 15.10.82, 15-11 15-2 15-13 |
|  | Tchécoslovaquie                      | 3                          |                 |   | 15.10.82, 15-11 15-2 15-13 | 15.10.82, 15-11 15-2 15-13 |
|  | Tchécoslovaquie                      | 3                          |                 |   | 15.10.82, 15-11 15-2 15-13 | 15.10.82, 15-11 15-2 15-13 |
|  | Canada                               | 0                          |                 |   | 15.10.82, 15-11 15-2 15-13 | 15.10.82, 15-11 15-2 15-13 |
|  | Canada                               | 0                          | Tchécoslovaquie | 3 |                            |                            |
|  | 14.10.82, 15-3 15-4 15-8             |                            | Tchécoslovaquie | 3 |                            |                            |
|  |                                      | Cuba                       | 0               |   |                            |                            |
|  | Cuba                                 | Cuba                       | 0               | 3 |                            |                            |
|  | Cuba                                 |                            |                 | 3 |                            |                            |
|  | Allemagne de l'Est                   | 0                          |                 |   |                            |                            |
|  | Allemagne de l'Est                   | 0                          | 11e place       |   |                            |                            |
|  |                                      |                            |                 |   |                            |                            |
|  | 15.10.82, 15-9 10-15 15-11 7-15 15-2 |                            |                 |   |                            |                            |
|  |                                      |                            |                 |   |                            |                            |
|  | Canada                               | 3                          |                 |   |                            |                            |
|  | Canada                               | 3                          |                 |   |                            |                            |
|  | Allemagne de l'Est                   | 2                          |                 |   |                            |                            |
|  | Allemagne de l'Est                   | 2                          |                 |   |                            |                            |

### Classement 5-8 (Rome)
|  | Tour de classement              | Tour de classement        |          |   | 5e place                        | 5e place                        |
|  | Tour de classement              | Tour de classement        |          |   | 5e place                        | 5e place                        |
|  |                                 |                           |          |   |                                 |                                 |
|  | 14.10.82, 15-13 15-6 15-8       | 14.10.82, 15-13 15-6 15-8 |          |   | 15.10.82, 15-10 13-15 15-6 15-7 | 15.10.82, 15-10 13-15 15-6 15-7 |
|  | 14.10.82, 15-13 15-6 15-8       | 14.10.82, 15-13 15-6 15-8 |          |   | 15.10.82, 15-10 13-15 15-6 15-7 | 15.10.82, 15-10 13-15 15-6 15-7 |
|  | Bulgarie                        | 3                         |          |   | 15.10.82, 15-10 13-15 15-6 15-7 | 15.10.82, 15-10 13-15 15-6 15-7 |
|  | Bulgarie                        | 3                         |          |   | 15.10.82, 15-10 13-15 15-6 15-7 | 15.10.82, 15-10 13-15 15-6 15-7 |
|  | Corée du Sud                    | 0                         |          |   | 15.10.82, 15-10 13-15 15-6 15-7 | 15.10.82, 15-10 13-15 15-6 15-7 |
|  | Corée du Sud                    | 0                         | Bulgarie | 3 |                                 |                                 |
|  | 14.10.82, 10-15 15-4 15-4 15-12 |                           | Bulgarie | 3 |                                 |                                 |
|  |                                 | Pologne                   | 1        |   |                                 |                                 |
|  | Pologne                         | Pologne                   | 1        | 3 |                                 |                                 |
|  | Pologne                         |                           |          | 3 |                                 |                                 |
|  | Chine                           | 1                         |          |   |                                 |                                 |
|  | Chine                           | 1                         | 7e place |   |                                 |                                 |
|  |                                 |                           |          |   |                                 |                                 |
|  | 15.10.82, 15-4 15-7 15-8        |                           |          |   |                                 |                                 |
|  |                                 |                           |          |   |                                 |                                 |
|  | Chine                           | 3                         |          |   |                                 |                                 |
|  | Chine                           | 3                         |          |   |                                 |                                 |
|  | Corée du Sud                    | 0                         |          |   |                                 |                                 |
|  | Corée du Sud                    | 0                         |          |   |                                 |                                 |

### Classement 1-4 (Rome)
|  | Demi-finales                | Demi-finales              |                        |   | Finale                   | Finale                   |
|  | Demi-finales                | Demi-finales              |                        |   | Finale                   | Finale                   |
|  |                             |                           |                        |   |                          |                          |
|  | 14.10.82, 15-7 15-10 15-9   | 14.10.82, 15-7 15-10 15-9 |                        |   | 15.10.82, 15-3 15-4 15-5 | 15.10.82, 15-3 15-4 15-5 |
|  | 14.10.82, 15-7 15-10 15-9   | 14.10.82, 15-7 15-10 15-9 |                        |   | 15.10.82, 15-3 15-4 15-5 | 15.10.82, 15-3 15-4 15-5 |
|  | URSS                        | 3                         |                        |   | 15.10.82, 15-3 15-4 15-5 | 15.10.82, 15-3 15-4 15-5 |
|  | URSS                        | 3                         |                        |   | 15.10.82, 15-3 15-4 15-5 | 15.10.82, 15-3 15-4 15-5 |
|  | Argentine                   | 0                         |                        |   | 15.10.82, 15-3 15-4 15-5 | 15.10.82, 15-3 15-4 15-5 |
|  | Argentine                   | 0                         | URSS                   | 3 |                          |                          |
|  | 14.10.82, 15-7 20-18 15-11  |                           | URSS                   | 3 |                          |                          |
|  |                             | Brésil                    | 0                      |   |                          |                          |
|  | Brésil                      | Brésil                    | 0                      | 3 |                          |                          |
|  | Brésil                      |                           |                        | 3 |                          |                          |
|  | Japon                       | 0                         |                        |   |                          |                          |
|  | Japon                       | 0                         | Match pour la 3e place |   |                          |                          |
|  |                             |                           |                        |   |                          |                          |
|  | 15.10.82, 16-14 16-14 15-11 |                           |                        |   |                          |                          |
|  |                             |                           |                        |   |                          |                          |
|  | Argentine                   | 3                         |                        |   |                          |                          |
|  | Argentine                   | 3                         |                        |   |                          |                          |
|  | Japon                       | 0                         |                        |   |                          |                          |
|  | Japon                       | 0                         |                        |   |                          |                          |

## Classement final
| Place              | Équipe             |
| ------------------ | ------------------ |
| Médaille d'or      | URSS               |
| Médaille d'argent  | Brésil             |
| Médaille de bronze | Argentine          |
| 4                  | Japon              |
| 5                  | Bulgarie           |
| 6                  | Pologne            |
| 7                  | Chine              |
| 8                  | Corée du Sud       |
| 9                  | Tchécoslovaquie    |
| 10                 | Cuba               |
| 11                 | Canada             |
| 12                 | Allemagne de l'Est |
| 13                 | États-Unis         |
| 14                 | Italie             |
| 15                 | Roumanie           |
| 16                 | France             |
| 17                 | Finlande           |
| 18                 | Mexique            |
| 19                 | Venezuela          |
| 20                 | Irak               |
| 21                 | Tunisie            |
| 22                 | Australie          |
| 23                 | Chili              |
| 24                 | Libye              |